# Harald

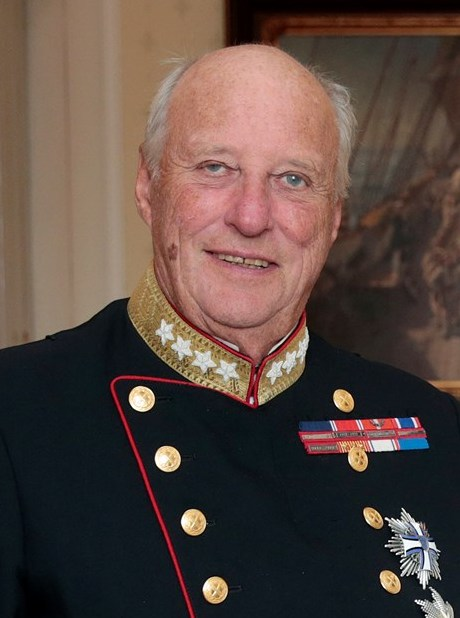
Harald V av Norge.

Mansnamnet Harald är ett gammalt nordiskt namn som är bildat av ord som betyder 'här' och 'härskare'. Betydelsen är alltså ungefär 'härförare' eller 'befälhavare'.
I Danmark och Norge har flera kungar burit namnet. Den engelska formen är Harold.
Namnet var vanligt i Sverige runt förra sekelskiftet och ökar också i popularitet bland de yngsta.
Totalt fanns, 31 december 2014, 14 838 personer i Sverige med namnet Harald varav 2 673 med det som tilltalsnamn.
År 2014 fick 37 pojkar namnet som tilltalsnamn.
Namnsdag: 1 april i Sverige. I den finlandssvenska namnsdagslängden har Harald namnsdag 1 april sedan starten 1929, då en egen namnsdagskalender togs i bruk för finlandssvenskar.

## Personer med namnet Harald eller Harold
- Guld-Harald, dansk hövding under vikingatiden
- Harald, bildhuggare verksam i Västergötland på 1100-talet
- Harald II av Danmark (död 1018), dansk kung
- Harald V av Norge, Norges nuvarande kung sedan 1991
- Harald Blåtand, dansk kung
- Harald Gille (död 1136), norsk kung
- Harald Godwinson (död 1066), engelsk kung
- Harald Grenske, norsk fylkeskonung i Vestfold
- Harald Gråfäll, norsk kung under vikingatiden
- Harald Harfot (död 1040), engelsk kung
- Harald Hårdråde, norsk kung från sen vikingatid/tidig medeltid
- Harald Hårfager, Norges första kung. Samlade Norge runt år 900
- Harald Hildetand, dansk sagokung
- Harald Kesja (död 1134), dansk prins och regent
- Harald Klak, vikingatida dansk kung
- Harald Skrænk, dansk tronkandidat
- Harald (bildhuggare), skulptör i Västergötland på 1100-talet
- Harald Andersén, finländsk kördirigent
- Harald Andersson (idrottare), diskuskastare, bragdmedaljör
- Harald Andersson-Arbin, friidrottare, roddare, fotbollsspelare, simhoppare
- Harald Beijer, författare
- Harald Bohr, dansk matematiker
- Harald Cramér, matematiker, universitetsrektor, universitetskansler
- Harald Edelstam, diplomat och ambassadör
- Harald Eriksson (skidåkare), längdskidåkare, OS-silver 1948
- Harald Grieg, norsk förläggare
- Harald Grønningen, norsk längdskidåkare
- Harald Hallén, präst och politiker (S)
- Harald Hein (död 1080), dansk kung
- Harald Hjärne, historiker, ledamot av Svenska Akademien
- Harald Hornborg, finlandssvensk författare
- Harald Høffding, dansk filosof
- Harald Kloser, österrikisk musiker
- Harald Lindberg, konstnär
- Harald Lückner, ishockeytränare
- Harald Malmberg, militär och politiker
- Harald Molander (teaterman), författare, teaterregissör och teaterchef
- Harald Pettersson (politiker) (C), landshövding
- Harald Sallberg, konstnär
- Harald Sæverud, norsk kompositör
- Harald Thon, norsk orienterare
- Harald Treutiger, journalist och programledare
- Harald Ullman, företagare och PR-konsult
- Harald Wullt, jurist
- Harald Wägner, författare
- Harald Öquist, finländsk militär
- Harold Bloom, amerikansk litteraturkritiker
- Harold Osborn, amerikansk friidrottare
- Harold Pinter, brittisk författare, nobelpristagare 2005
- Harold Shapiro, amerikansk-svensk professor i matematik
- Harold Wilson, brittisk politiker, premiärminister 1964–1970 och 1974–1976

## Fiktiva personer med namnet
- Harald Hansson, fånge i Tage Danielssons film Släpp fångarne loss – det är vår! från 1975.
- Harald Hilding Markurell, huvudpersonen i Hjalmar Bergman-romanen Markurells i Wadköping från 1919.
- Harald Westman i filmen Kristin kommenderar, spelad av Gunnar Björnstrand.